# Acrossus sichuanensis
Acrossus sichuanensis är en skalbaggsart som beskrevs av Zhang 1992. Acrossus sichuanensis ingår i släktet Acrossus och familjen Aphodiidae. Inga underarter finns listade i Catalogue of Life.